# Nau espacial no tripulada

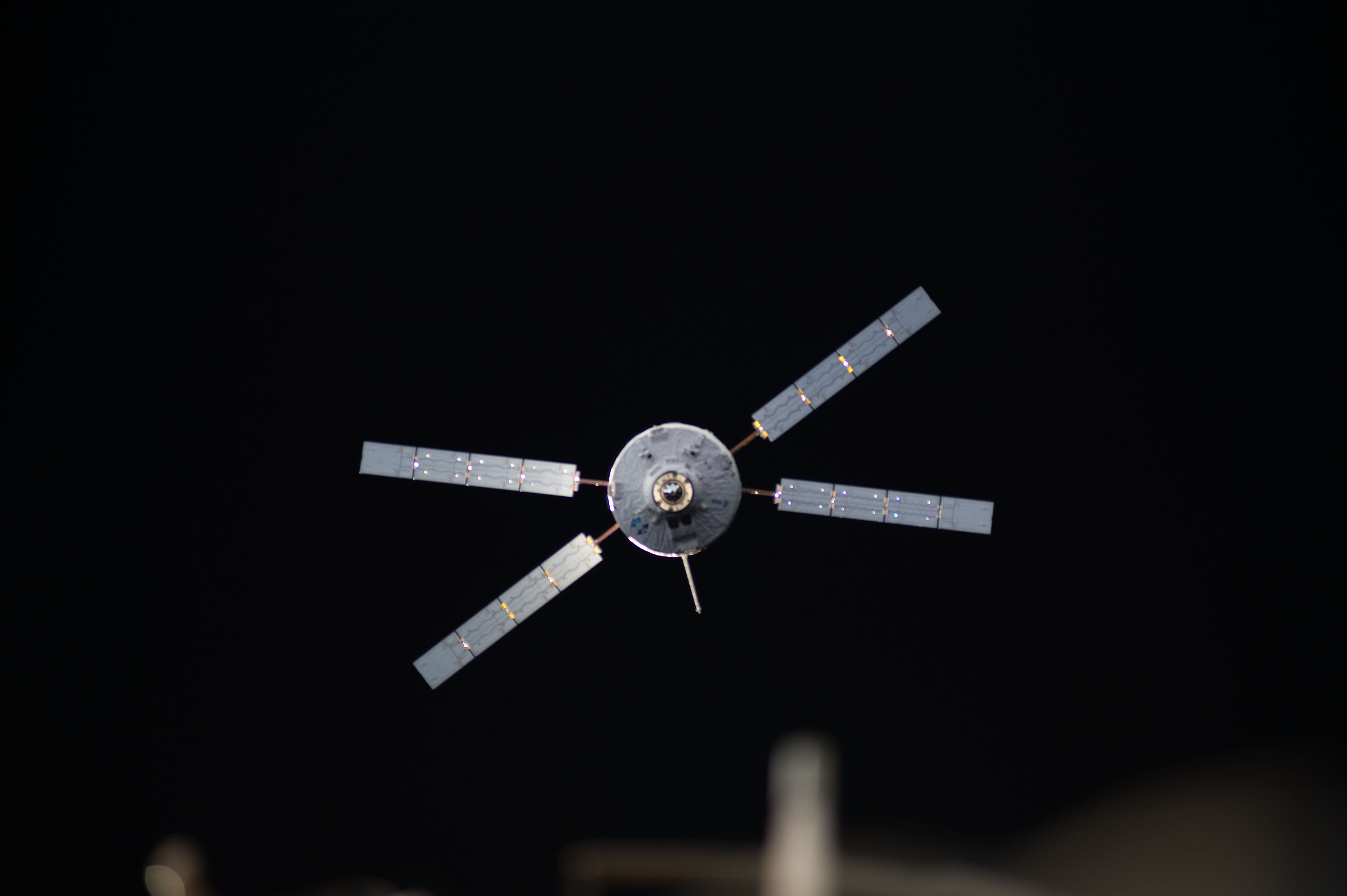
La nau no tripulada ATV-2 Johannes Kepler s'aproxima a l'estació espacial tripulada ISS.

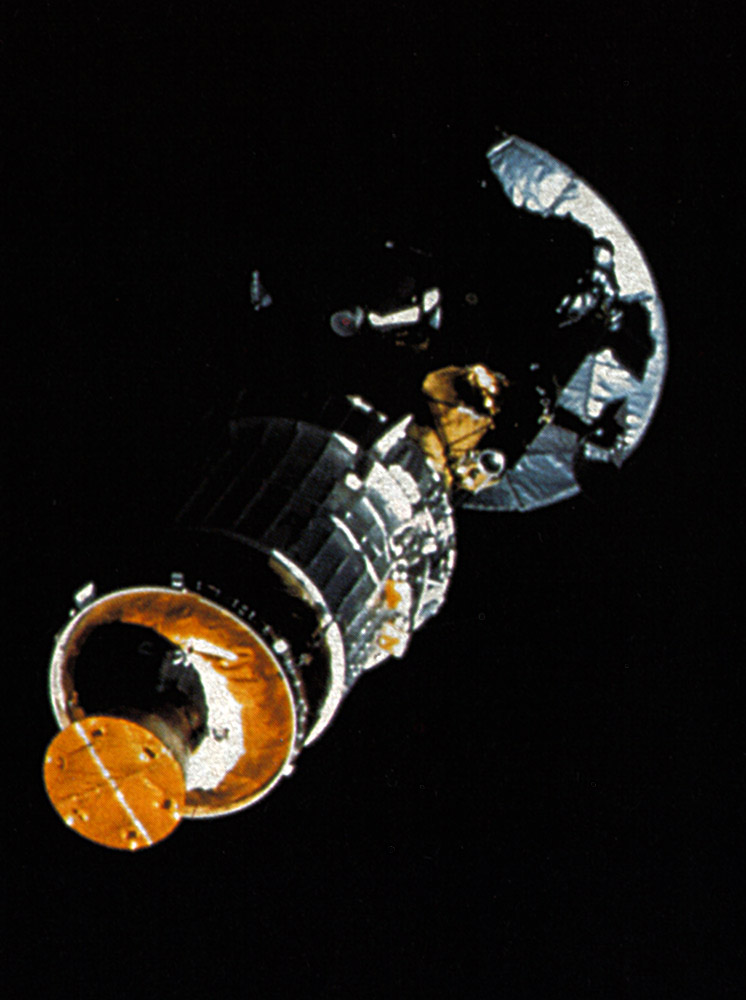
La sonda espacial Galileo, abans de la sortida de l'òrbita de la Terra el 1989

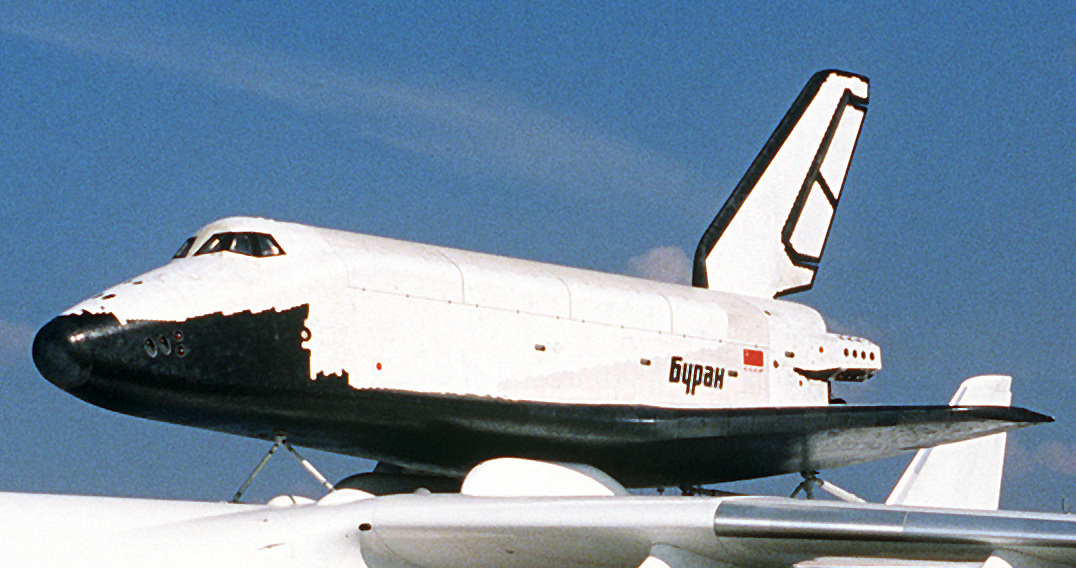
L'orbitador espacial Buran va ser llançat, va orbitar la Terra, i va aterrar com una nau espacial no tripulada en el 1988 (mostrat aquí en una exhibició aèria)

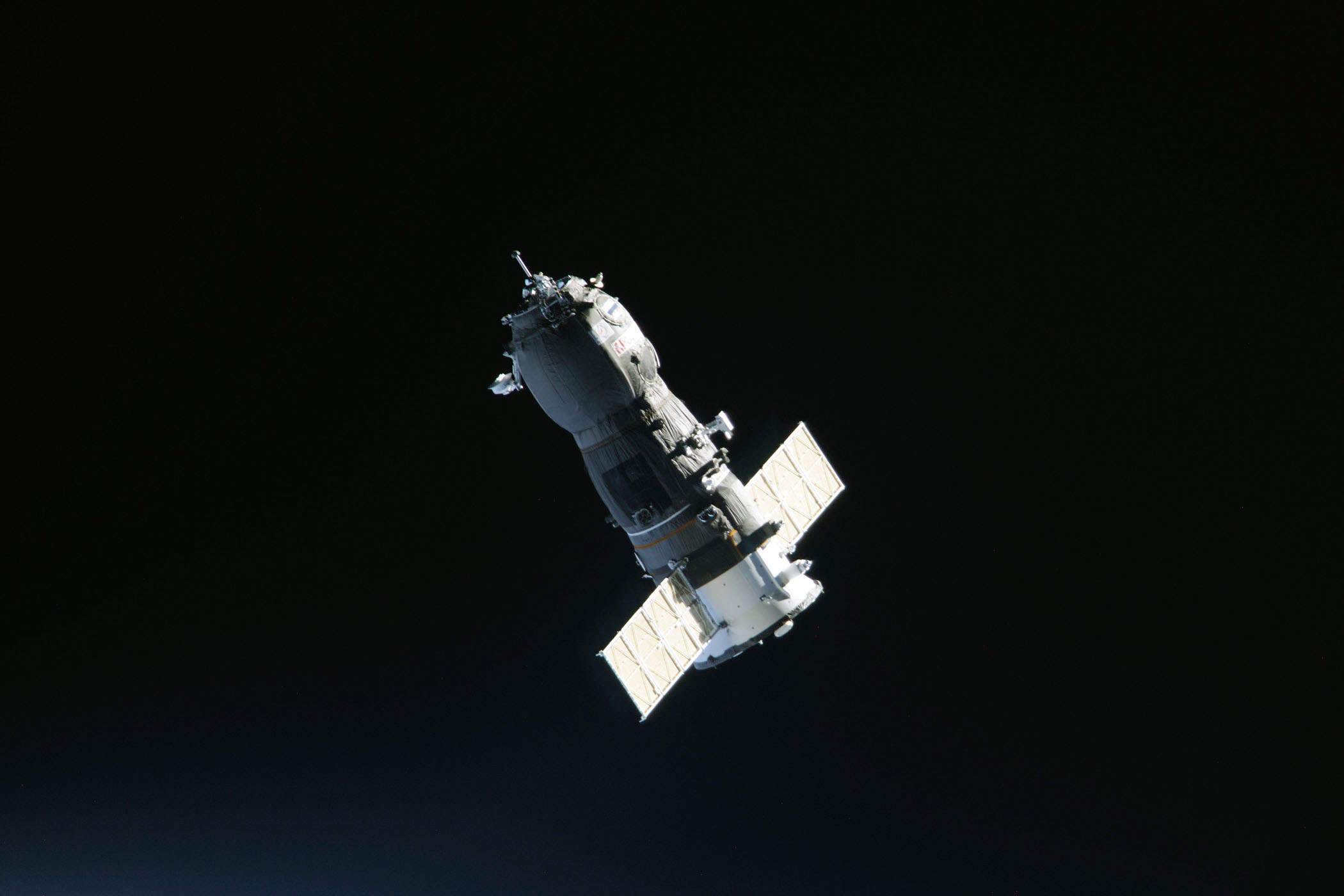
La nau de subministrament no tripulada Progress M-06M

Una nau espacial no tripulada és una nau espacial sense persones a bord, utilitzada per al vol espacial no tripulat. Les naus espacials no tripulades poden tenir diferents nivells d'autonomia de la intervenció humana, que poden ser accionats per control remot, remotament guiat o fins i tot, autònom ("robòtic"). Diverses naus espacials habitables també tenen diversos nivells de característiques robòtiques. Per exemple, les estacions espacials Saliut 7 i Mir, i el mòdul Zarià de la ISS eren capaces del mantenir l'estació remotament guiat sense interacció humana, com també les maniobres d'acoblament amb mòduls i noves naus de subministrament. Les categories més comunes de naus espacials no tripulades són les naus espacials robòtiques, naus espacials no tripulades de subministrament, sondes espacials i els observatoris espacials. No totes les naus espacials no tripulades són naus espacials robòtiques, per exemple, una bola reflectora és una nau espacial no tripulada no robòtica.

## Exemples

### Selecció de sondes lunars
- Programa Luna — Exploració lunar soviètica (1959–1976).
- Programa Ranger — Sondes americanes d'impactes lunars (1961–1965).
- Programa Zond — Exploració lunar soviètica (1964–1970).
- Programa Surveyor — Sonda americana d'aterratge suau lunar (1966–1968).
- Programa Lunar Orbiter — Orbitadors lunars americans (1966–1967).
- Programa Lunokhod — Sondes amb astromòbils lunars soviètics (1970–1973).
- Missió Muses-A (Hiten i Hagoromo) — Sondes japoneses orbitals i d'impacte lunars (1990–1993).
- Clementine — Orbitador lunar americà (1998).
- Lunar Prospector — Orbitador lunar americà (1998–1999).
- Smart 1 — Orbitador lunar europeu (2003).
- SELENE — Orbitador lunar japonès (2007).
- Chang'e 1 — Orbitador lunar xinès (2007).
- Chandrayaan 1 — Orbitador lunar indi (2008).
- Lunar Reconnaissance Orbiter — Orbitador lunar americà (2009).
- LCROSS — Sonda americana d'impacte lunar (2009).
- Chang'e 2 — Orbitador lunar xinès (2010).
- Gravity Recovery and Interior Laboratory — Orbitadors lunars americans (2011)

### Sondes de Mart
- Programa Zond — sonda soviètica de sobrevol fallada
- Programa Mars — Orbitadors i mòduls de descens soviètics
- Programa Viking — Dos orbitadors i mòduls de descens de la NASA (1974)
- Programa Fobos — Intents d'orbitadors i mòduls de descens soviètics a Fobos
- Mars Pathfinder — Mòdul de descens i astromòbil de la NASA (1997)
- Programa Mars Surveyor '98 (Mars Climate Orbiter i Mars Polar Lander) — Sondes fallides de la NASA
- Mars Global Surveyor - Orbitador de la NASA
- Mars Odyssey — Orbitador de la NASA, va arribar a Mart el 24 d'octubre de 2001
- Mars Observer — Intent fallit d'orbitador de Mart de la NASA
- Mars Express (Mars Express Orbiter i Beagle 2) — Orbitador europeu i mòdul de descens fallit en el 2003
- Mars Exploration Rovers — Astromòbils de la NASA (2004)
- Mars Reconnaissance Orbiter — Orbitador de la NASA, va entrar en òrbita marciana el 10 de març de 2006
- Phoenix — Mòdul de descens de la NASA, va aterrar el 25 de maig de 2008
- Mars Science Laboratory — Astromòbil de la NASA, llançat el 26 de novembre de 2011

### Sondes de Venus
- Programa Venera — Orbitador i mòdul de descens soviètic a Venus (1961–1984)
- Projecte Pioneer Venus — Sondes orbitadores i mòduls de descens americanes a Venus (1978)
- Programa Vega — Missió soviètica a Venus i el Cometa de Halley (1984)
- Sonda Magellan — Orbitador americà a Venus (1989)
- Venus Express — Sonda de l'ESA per a l'observació del clima de Venus (2005)
- MESSENGER - Orbitador/sobrevol americà (2004)

### Sondes de gegants gasosos
- Programa Pioneer — Sobrevol americà a Júpiter i Saturn
- Programa Voyager — Sobrevol americà a Júpiter, Saturn, Urà i Neptú i estudi del medi interestel·lar
- Sonda Galileo — Orbitador americà a Júpiter i sonda atmosfèrica (va finalitzar en el 2003)
- Cassini-Huygens — Orbitador europeu/americà a Saturn i mòdul de descens a Tità amb la Huygens (1997–actualitat)

### Sondes de cometes i asteroides
- International Cometary Explorer — va passar a través de la cua de gas del cometa 21P/Giacobini-Zinner (1985)
- Missió Giotto — Europeu — sobrevol del cometa 1P/Halley (1986)
- Vega 1 & 2 — USSR — sobrevol del cometa 1P/Halley (1986)
- Sonda Sakigake — Japonès — sobrevol del cometa 1P/Halley (1986)
- Sonda Suisei — Japonès — sobrevol del cometa 1P/Halley (1986)
- NEAR Shoemaker — EUA — orbitador de l'asteroide 433 Eros, que més tard va aterrar en la superfície de l'asteroide, llançat en el 1996
- Deep Space 1 — EUA — cometa 19P/Borrelly i sobrevol d'asteor, 1998–2000
- Sonda Stardust — EUA — sobrevol del cometa 81P/Wild i retorn de mostres, llançat el 1999, va sobrevolar en el 2004, i va tornar el 15 de gener de 2006
- CONTOUR — EUA — missió de sobrevol de cometa (els cometes 2P, 73P i 6P); perdut a causa d'un error en el motor de coet sòlid poc després del seu llançament en el 2002
- Hayabusa — Japonès — orbitador d'asteroide, mòdul de descens i retorn de mostres, llançat en el 2003, va tornar el 13 de juny de 2010
- Rosetta — Europeu — orbitador del cometa 67P/Txuriúmov-Herassimenko i mòdul de descens (Philae); llançat el 2004
- Deep Impact — impactador americà reeixit en el cometa 9P/Tempel, llançat el 2005
- Deep Impact/EPOXI — EUA — sobrevol del cometa 103P/Hartley (ampliació de la missió Deep Impact) — 2010
- Stardust/NExT — EUA — sobrevol del cometa 9P/Tempel (ampliació de la missió Stardust) — 2011
- Dawn — llançat pels EUA el 27 de setembre de 2007 — va estar orbitant a Vesta en el 2011, i entrarà en òrbita de Ceres el 2015.

### Sondes d'observació solar
- Ulysses — Les partícules solars i seus camps (ended 2009)
- Genesis — Primera missió de retorn de mostres del vent solar, 2001–2004 (es va estavellar amb la Terra)
- Interstellar Boundary Explorer (IBEX) — llançat el 19 d'octubre de 2008.
- Advanced Composition Explorer — Observació de partícules solars i els seus camps al punt L1 Terra-Sol
- STEREO — Parell de sondes en òrbites solars proporcionant observacions de sol en 3D
- SOHO — Solar and Heliospheric Observatory, Observador de la corona solar i el seu nucli situat al punt L1

### Altres sondes del sistema solar
- Programa Zond — Missions soviètiques de sobrevol de la Lluna, Venus i Mart
- Programa Mariner — Sobrevols americans de Mercuri, Venus i Mart
- MESSENGER — Orbitador americà a Mercuri, llançat en el 2004
- New Horizons — Sonda americana llançada el 19 de gener de 2006 — Primera sonda a visitar Plutó (el juliol de 2015)